# Ośnik
Ośnik – ręczne narzędzie do strugania i korowania drewna. Ma dwie rękojeści i stalowe ostrze. Ruch roboczy jest w kierunku do siebie.

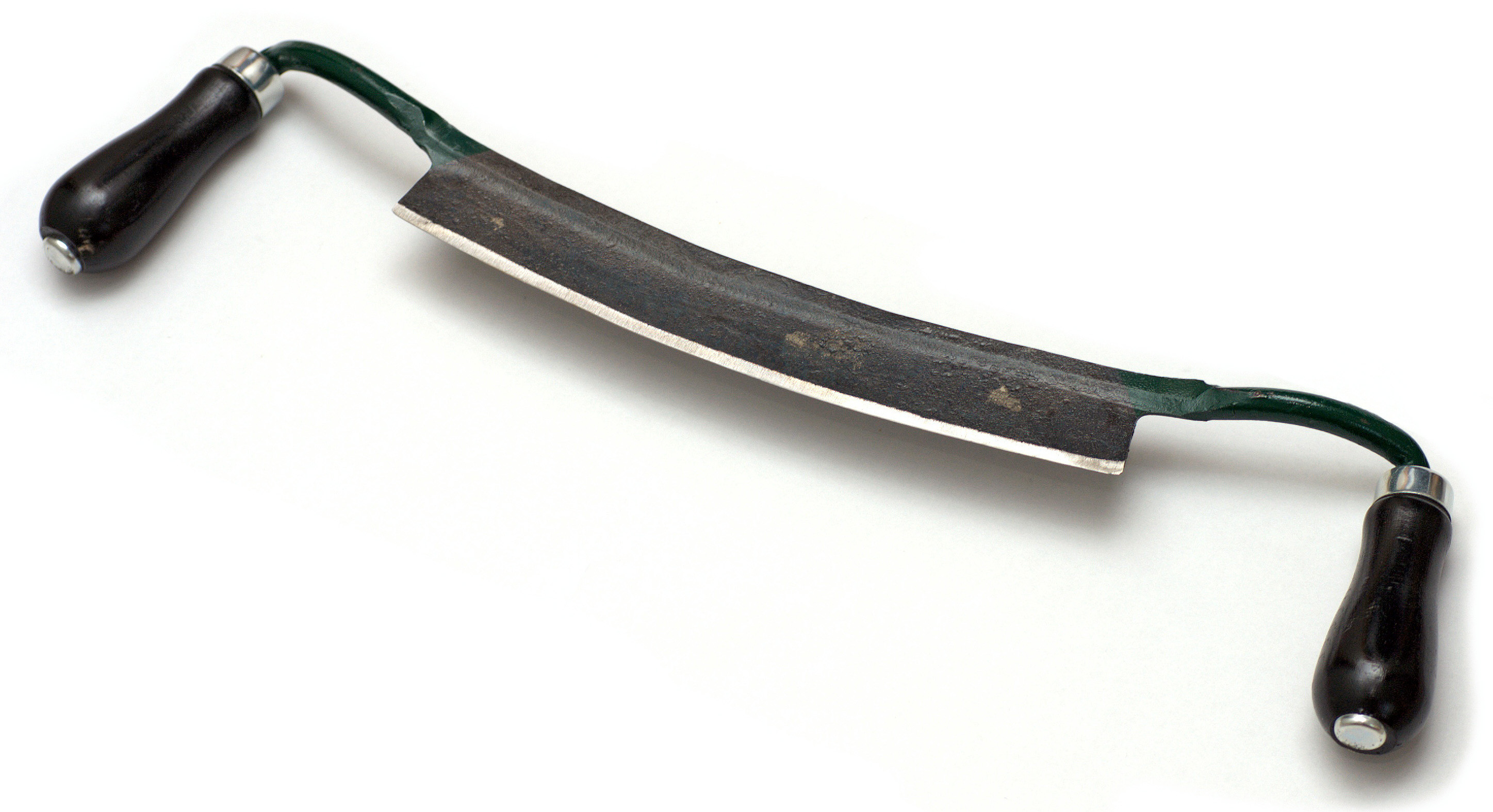
Ośnik z drewnianymi rączkami
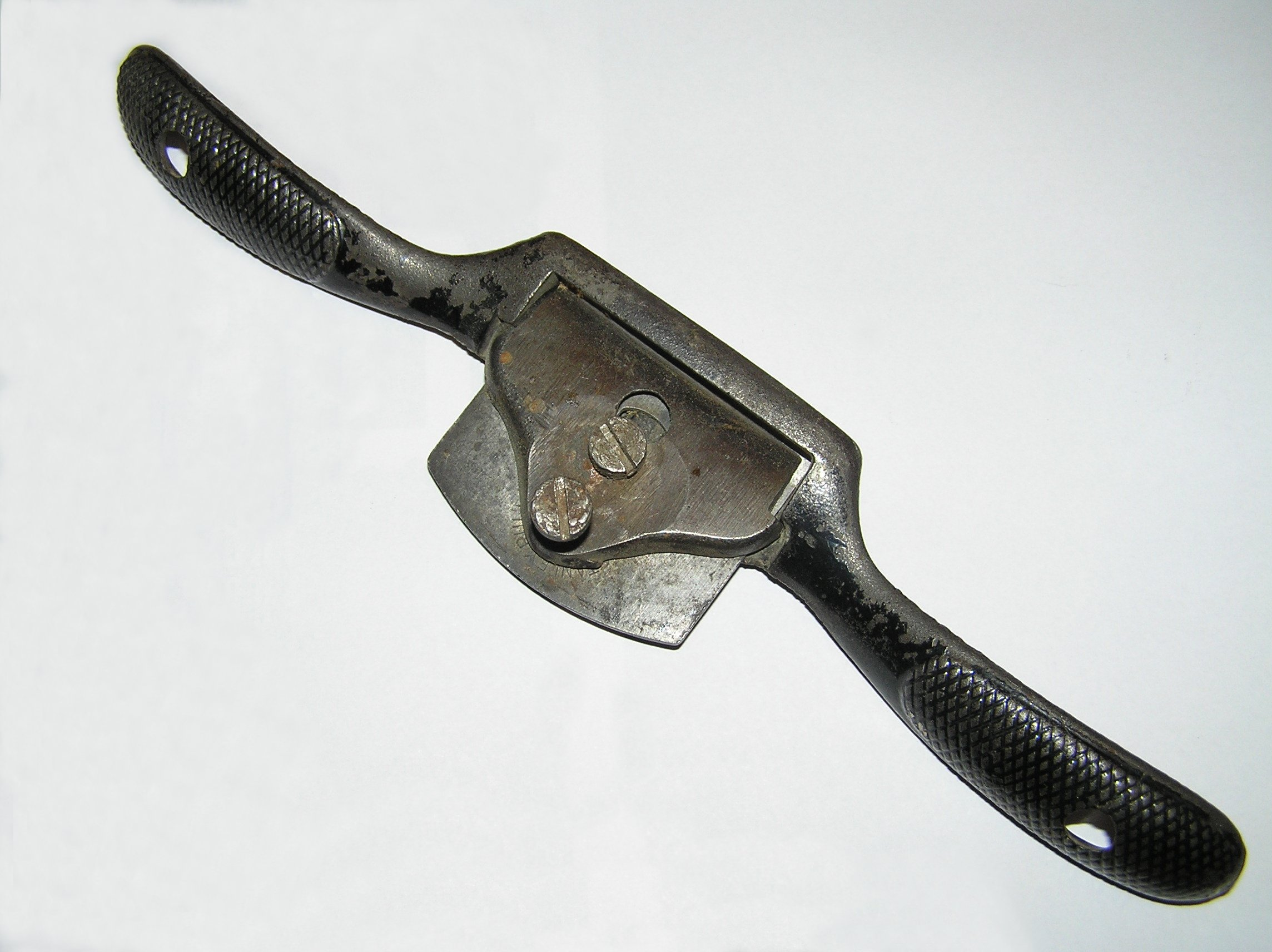
Ośnik metalowy
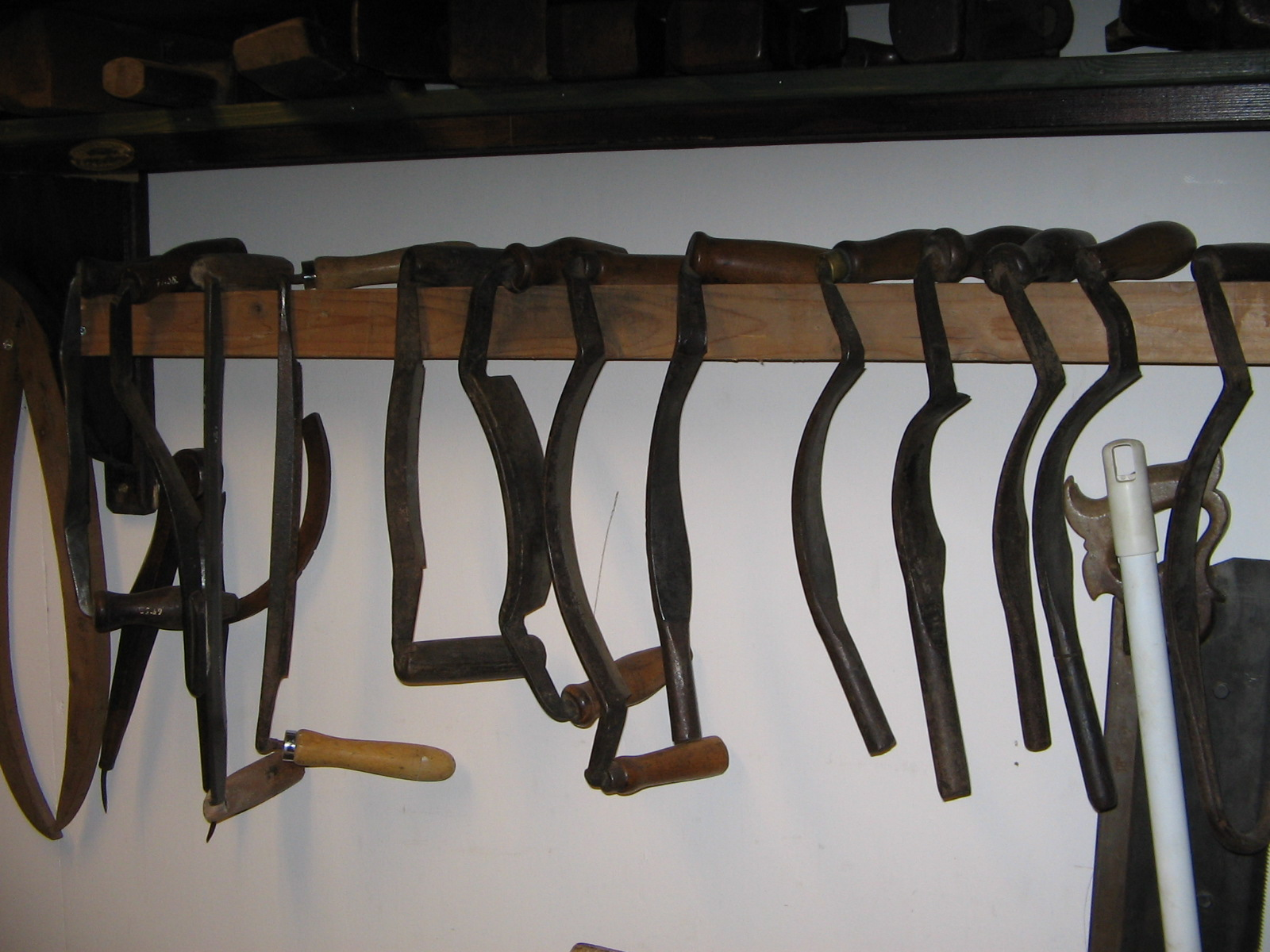
Kolekcja ośników
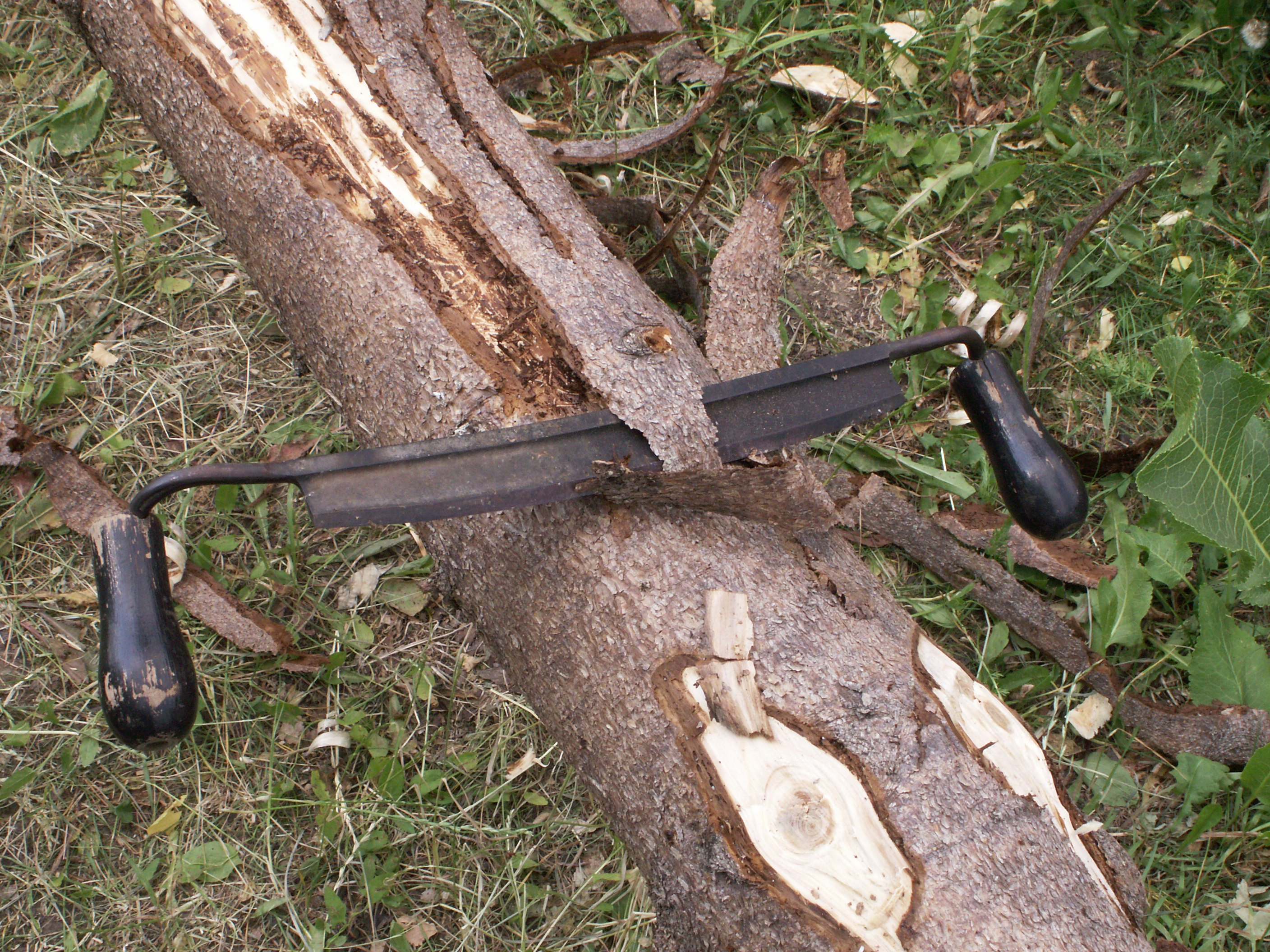
Korowanie za pomocą ośnika
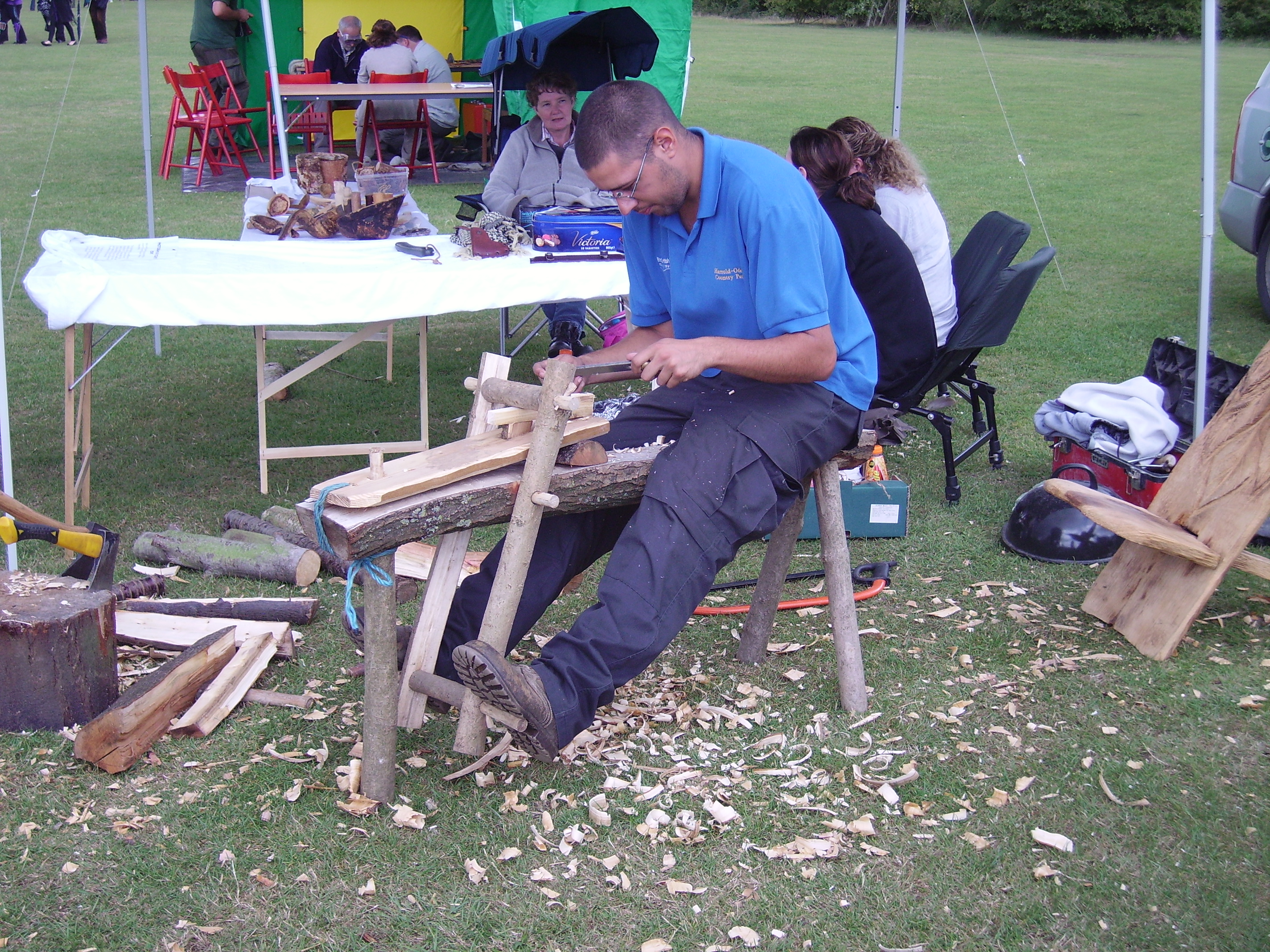
Struganie za pomocą ośnika